# Моренюк Валер'ян Ярославович
Валер'я́н Яросла́вович Мореню́к (20 червня 1994-31 серпня 2014) — солдат Збройних сил України, учасник російсько-української війни.

## Короткий життєпис
Народився 1994 року в селі Хлівище (Кіцманський район, Чернівецька область). Захоплювався живописом та вчився у художній школі. 2012 року здобув сертифікат переможця на міжнародній виставці образотворчого мистецтва в Арабській Республіці Єгипет. Отримав річну іменну стипендію Кіцманської районної ради.
У часі війни — солдат 80-ої окремої високомобільної десантної бригади.
31 серпня 2014-го зник безвісти біля аеропорту Луганська. З того дня не виходив на зв'язок. Валер'ян у БТРі прикривав відхід своєї роти з кулемета, було підбито ворожий БМП, але у машину десантників влучив снаряд з танка. Впізнаний за експертизою ДНК в жовтні 2015 року.
1 листопада 2015 року був похований у селі Хлівище.

## Нагороди
За особисту мужність і героїзм, виявлені у захисті державного суверенітету та територіальної цілісності України, вірність військовій присязі під час російсько-української війни, відзначений — нагороджений
- 27 червня 2015 року — орденом «За мужність» III ступеня.
- Нагороджений нагрудним знаком «За оборону Луганського аеропорту» (посмертно)
- Його портрет розміщений на меморіалі «Стіна пам'яті полеглих за Україну» у Києві: секція 4, ряд 5, місце 10